# Лонгастрино (Ферара)
Лонгастрино (итал. Longastrino) је насеље у Италији у округу Ферара, региону Емилија-Ромања.
Према процени из 2011. у насељу је живело 1280 становника. Насеље се налази на надморској висини од 1 м.